# Phyllophaga quadriphylla
Phyllophaga quadriphylla är en skalbaggsart som beskrevs av Saylor 1943. Phyllophaga quadriphylla ingår i släktet Phyllophaga och familjen Melolonthidae. Inga underarter finns listade i Catalogue of Life.